# Азербайджан на ПК „Детска Евровизия“
Азербайджан е участвал общо 4 пъти в Детския песенен конкурс Евровизия от дебюта си през 2012 година.
Организатор на участието на страната е националната обществена телевизия „Иджтимаи Телевизион“ (İctimai Television). Азербайджан се оттегля от участие през 2014 г. През 2018г тя се завръща на конкурса в Минск.Тя е представена от Фидан Хусейнова с песента I Wanna be like you с която завършва на 16 място.

## Участници
| Година                                   | Място                  | Изпълнител/и                     | Песен                                                 | Точки | Място |
| ---------------------------------------- | ---------------------- | -------------------------------- | ----------------------------------------------------- | ----- | ----- |
| 2012                                     | Нидерландия, Амстердам | Омар Султанов & Суада Алекперова | „Момичета и момчета“ (Girls and Boys, Dünya Sənindir) | 49    | 11    |
| 2013                                     | Украйна, Киев          | Рустам Каримов                   | „Аз и моята китара“ (Me and My Guitar)                | 66    | 7     |
| Азербайджан не участва между 2014 и 2016 |                        |                                  |                                                       |       |       |